# Glabušovce
Glabušovce (hongrois : Galábocs) est un village de Slovaquie situé dans la région de Banská Bystrica.

## Histoire
La première mention écrite du village date de 1297.
La localité fut annexée par la Hongrie après le premier arbitrage de Vienne le 2 novembre 1938. En 1938, on comptait 204 habitants. Elle faisait partie du district de Szécsény (hongrois : Szécsényi járás). Le nom de la localité avant la Seconde Guerre mondiale était Glabošovce/Galábocs. Durant la période 1938 - 1945, le nom hongrois Galábocs était d'usage. À la libération, la commune a été réintégrée dans la Tchécoslovaquie reconstituée.

## Démographie

### Évolution de la population
| Année:               | 1994. | 2004.   | 2014.   | 2024.  |
| -------------------- | ----- | ------- | ------- | ------ |
| Nombre de personnes: | 126   | 115     | 125     | 121    |
| Différence:          |       | -8,73 % | +8,69 % | -3,2 % |

| Année:               | 2023. | 2024.   |
| -------------------- | ----- | ------- |
| Nombre de personnes: | 117   | 121     |
| Différence:          |       | +3,41 % |